# Faucon maltais
Pour les articles homonymes, voir Le Faucon maltais.

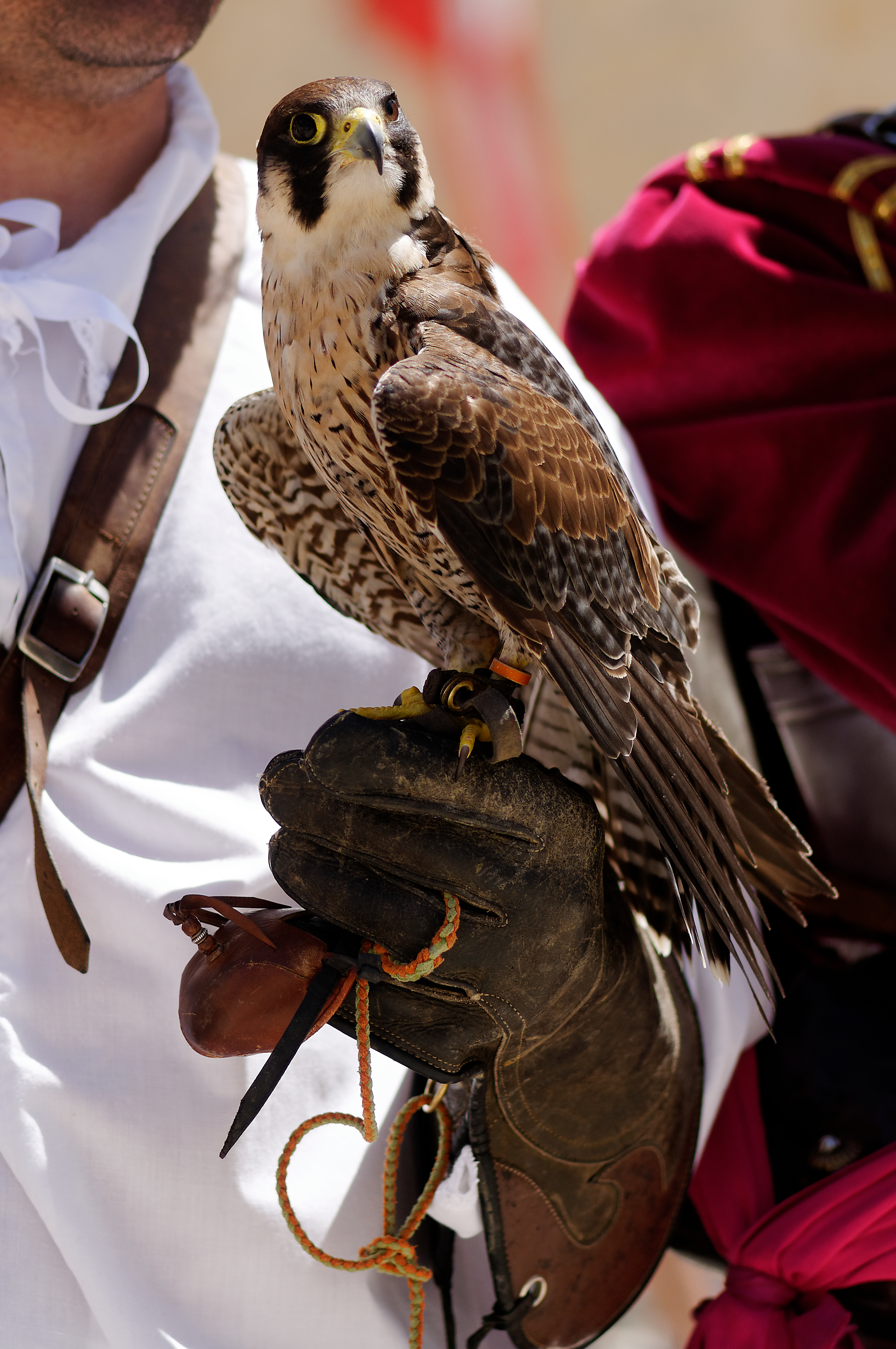
Faucon pèlerin au fort Saint-Elme (Malte). Un faucon comme celui-ci devait être offert en tribut chaque année par les Hospitaliers.

Le faucon maltais est le tribut que devaient payer chaque année les Hospitaliers de l'ordre de Saint-Jean de Jérusalem au roi d'Espagne, en échange de la jouissance de l'archipel de Malte (et de Tripoli avant de perdre cette ville).

## Contexte historique
Après la perte de Rhodes, les Hospitaliers entament en 1523 une errance de sept années. Finalement l'empereur Charles Quint, comprenant l'utilité que peut avoir un ordre militaire en Méditerranée face aux avancées ottomanes (Alger est conquis par Khayr ad-Din Barberousse en 1529), confie le 24 mars 1530 à l'ordre de Saint-Jean de Jérusalem la possession de l'archipel de Malte, dépendance du royaume de Sicile.

## Conditions de la donation
« Nous Charles V, par la clémence divine, empereur des Romains, toujours Auguste, Jeanne sa mère, et le même Charles, par la grâce de Dieu, rois de Castille d Arragon, de l'une et de l'autre Sicile, de Jérusalem, de Léon, de Navarre, de Grenade, de Tolède, de Valence, de Galice, de Majorque, de Séville, de Sardaigne, de Cordoue, de Corse, de Minorque, de Geen, des Algarbes, d Alger, de Gibraltar, des isles Canaries, et des isles des Indes, de la Terre Ferme et de l'Océan, (...) avons cédé et volontairement donné, audit très révérend Grand Maître dudit Ordre, et à ladite religion de Saint Jean de Jérusalem, comme fief noble, libre et franc, les châteaux, places et isles de Tripoli, Malte, Goze avec tous leurs territoires et juridictions. (...) À la charge pourtant, qu'à l'avenir ils les tiendront comme fiefs de nous, en qualité de roi des deux Siciles, et de nos successeurs dans ledit royaume, tant qu'il y en aura, sans être obligés à autre chose qu'à donner, tous les ans, au jour de la Toussaint, un faucon, qu'ils seront obligés de mettre entre les mains du vice-roi, ou président, qui gouvernera alors le-dit royaume, par des personnes qu'ils enverront, avec de bonnes procurations de leur part, en signe qu'ils reconnaissent tenir de nous, en fief, lesdites isles. Moyennant quoi, ils demeureront exempts de tout autre service de guerre, ou autres choses que des vassaux doivent à leurs seigneurs. (...) Donné à Castel Franco, le 24 mars, indiction III, l'an de Notre Seigneur 1530, l'an 10 de notre empire, et le 27 de nos royaumes de Castille de Léon et autres. »

Suivent également d'autres conditions, après celle du faucon :
- Pas d'agression envers les sujets du roi d'Espagne
- Pas d'immunité des fugitifs en fuite
- Droit de patronage sur l’évêque de Malte
- Obligation de nommer l'évêque grand croix et de l'admettre aux conseils
- Choisir un Italien comme amiral de l'Ordre
- Interdiction de céder le fief
- Arbitrage en cas de conflit

Ce tribut symbolique d'un faucon par an était à la fois une façon légale pour ne pas donner un bien inaliénable de la couronne de Sicile (après l'Insurrection maltaise de 1425-1428) et pour permettre une forme de contrôle (même ténue) sur l'avenir de l'archipel. Charles Quint aurait en effet préféré une tutelle plus contraignante sur l'Ordre, mais le grand maître Philippe de Villiers de L'Isle-Adam parvint à préserver son indépendance.

## Historique
De cette date, les Hospitaliers satisferont scrupuleusement à leur loyer, envoyant chaque année un faucon chasseur dressé à l'art de la fauconnerie à la cour du roi d'Espagne. Seule leur expulsion de l'archipel par les troupes françaises en 1798 mettra fin à cette tradition.

## Évocation artistique
De cette tradition, Dashiell Hammett fait le titre et le sujet d'un de ses plus célèbres romans, Le Faucon de Malte (ou Le Faucon maltais selon les traductions), qui inspire plusieurs adaptations cinématographiques dont Le Faucon maltais (1941) de John Huston avec Humphrey Bogart. On peut noter que le remplacement du faucon vivant par une statuette précieuse est une invention de Hammett[pas clair].